# Цуккерман Віктор Абрамович
Ві́ктор Абра́мович Цуккерма́н (6 жовтня 1903, Браїлів — 30 вересня 1988, Москва) — радянський музикознавець і педагог, доктор мистецтвознавства.

## Біографія
Закінчив київську консерваторію у класах фортепіано та теорії музики (викладачі — Фелікса Блуменфельда, Болеслава Яворського, А. Альшванг. В 1923–1926 роках читав лекції в Київській консерваторії, потім — викладав у Московській консерваторії, в 1936–1942 — завідувач кафедрою теорії музики, з 1939 — професор. В 1931 року одержав ступінь кандидата, в 1958 — доктора мистецтвознавства. Вів також активну діяльність в Спілці композиторів СРСР, нагороджений орденом Трудового Червоного Прапора (1947), орденом Леніна (1953), в 1966 року одержав звання Заслуженого діяча мистецтв РСФСР. Серед учнів Цуккермана — музикознавці Галина Григор'єва, Інна Барсова, композитори — Едісон Денисов, Андрій Ешпай.

## Наукова діяльність
Цуккерман — один з основоположників радянського музикознавства. В центрі його уваги були питання теорії й методології музичного аналізу. Разом із Львом Мазелем і іншими музикознавцями свого часу Цуккерман розвивав метод «цільного аналізу», заснований на інтерпретації твору через детальне дослідження мелодії, гармонії, ритмічних і синтаксичних структур і форм.
Значний внесок Цуккермана в літературу по історії музичних форм, центральними його працями стали монографії «Варіаційна форма» (1974) та «Рондо у його історичному розвитку» (1988–1990). Велику наукову цінність мають монографії Цуккермана, присвячені М. Глинці (1957) і Лісту (1984). У монографії «Виразові засоби лірики Чайковського» (1971), предметом досліджень стали характерні риси ліричного мелодизму Чайковського. Навчальні й методичні роботи Цуккермана широко використаються при навчанні.

## Основні праці
- «Камаринская» Глинки и её традиции в русской музыке. — М., 1957
- Заметки о музыкальном языке Шопена. В: Фридерик Шопен, под ред. Г. Эдельмана. — М., 1960, стр. 44-81
- Музыкальные жанры и основы музыкальной формы. — М., 1964
- Анализ музыкальных произведений (совместно с Л. Мазелем). — М., 1967
- Музыкально-теоретические очерки и этюды. — М., 1970–1976, в двух томах.
- Выразительные средства лирики Чайковского. — М., 1971
- Анализ музыкальных произведений: вариационная форма. — М., 1974
- Анализ музыкальных произведений: общие принципы развития и формообразования в музыке. Простые формы. — М., 1980
- Анализ музыкальных произведений: сложные формы. — М., 1984
- Соната си минор Листа. — М., 1984
- Анализ музыкальных произведений: рондо в его историческом развитии. — М., 1988–1990